# Пожемйоль
Пожемйо́ль або Пожем'є́ль (рос. Пожемъёль, Пожемъель) — річка в Республіці Комі, Росія, права притока річки Ілич, правої притоки річки Печора. Протікає територією Троїцько-Печорського району.
Річка протікає на південний захід, північний захід та захід. Впадає до Ілича на південь від болота Кузляйста-Єгранюр (Кузляйста-Єлганюр), у гирлі утворився острів Пожемді.